# Establecimiento comercial

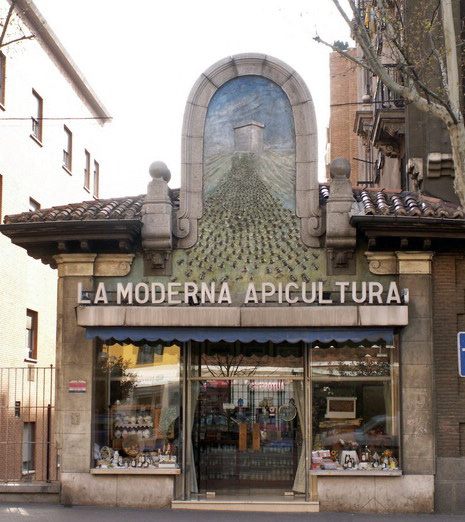
Establecimiento comercial relacionado con la apicultura, en Madrid (España).

Un establecimiento comercial es el espacio físico donde se ofrecen bienes económicos (servicios o mercancías) para su venta al público. También se conoce como local comercial, punto de venta, negocio, tienda o comercio (términos estos últimos que tienen otros significados).
Con algunas excepciones (como ciertas panaderías y pastelerías), en los establecimientos comerciales no se suele realizar la fase de producción de los productos que distribuye, limitándose a ejercer un papel intermediario entre el fabricante y el consumidor. Al ser habitualmente el consumidor final el que acude a los establecimientos comerciales, y ser estos abastecidos por mayoristas, su papel intermediador es el denominado de comercio minorista. Lo mismo ocurre en el caso de los locales comerciales destinados a la prestación de servicios (establecimientos de hostelería, peluquerías, etcétera).
Excepto en algunos casos en que los puestos de venta son de iniciativa pública, o de organizaciones no gubernamentales e instituciones similares, los establecimientos comerciales son lucrativos, es decir, están orientados a la obtención de beneficios para los empresarios que los regentan. Tales empresarios pueden ser los propietarios del local o bien gestionarlo en régimen de arrendamiento. Igualmente, pueden ser grandes cadenas de distribución, pequeños empresarios o bien un caso mixto que combina ambos: la franquicia. En algunos casos, funcionan en régimen de concesión administrativa.

## Otras denominaciones

### Establecimiento mercantil
Un establecimiento mercantil es el conjunto de elementos físicos o materiales y personales dirigidos a la consecución de un fin determinado, de natural empresarial o mercantil. Así, «establecimiento mercantil» tiene un sentido más amplio que «establecimiento comercial».
El establecimiento mercantil, para el derecho, es una organización particular, fruto de la creación intelectual del empresario. Como organización particular, está integrada por diferentes elementos de carácter material y personal, elementos que tienen su valor, y que todo ellos, integrados, conforman sinergias.
En el establecimiento mercantil el valor económico tiene una importancia capital porque dicho valor permite el establecimiento de negocios jurídicos; se puede comprar o vender el establecimiento, arrendarlo, entregarlo en usufructo o hipotecarlo.

### Punto de venta
Un «punto de venta» es el lugar o local en el que se atiende a clientes presencialmente, ya bien sea para vender productos o para prestarles algún servicio. Esta expresión proviene de la traducción literal de point of sale o POS en inglés; aunque en ese idioma, la expresión se refiere al punto físico donde se ejecuta la transacción económica, es decir, la caja o la línea de cajas.
Hoy existen softwares que funcionan como: caja registradora, control de inventarios, vendedores.

## Evolución
El antecedente de los establecimientos comerciales se puede encontrar en las ferias durante la Edad Media, donde agricultores, ganaderos y artesanos intercambiaban sus productos. Más adelante, para evitar el desabastecimiento entre feria y feria, surgen los almacenes o pequeños depósitos, donde un comerciante vende los artículos básicos. Así aparece el comercio minorista.

## Clasificación

### Establecimiento comercial de bienes
Los establecimientos comerciales minoristas pueden clasificarse según diversos criterios, siendo los más comunes los referidos a su carácter individual o colectivo (mercado, centro comercial), a su tamaño (pequeños, medianos y grandes establecimientos), al tipo de productos que comercializa (especializado en alimentación, droguería, confección, juguetes, etc.) y, principalmente, al sistema de venta (tradicional, como las , de libre servicio, como los supermercados, o mixto, como los grandes almacenes).
En caso de venta de productos estos locales suelen tener una o varias zonas de exposición de los artículos que venden, casi siempre una zona abierta al exterior o escaparate para atraer al público y otra interna donde los clientes pueden ver los artículos más de cerca y generalmente tocarlos. Además, cuenta con la zona principal, la de atención a los clientes, donde suele haber una caja registradora o un terminal punto de venta. Por último, dependiendo del tamaño del establecimiento y el tipo de artículos que venda, suelen tener un espacio reservado para almacén.

### Establecimiento comercial de servicios
Además, en el sentido más amplio, dentro de establecimientos comerciales se consideran algunos locales no dedicados al comercio, propiamente dicho, sino a otras actividades lúdicas relacionadas con el ocio, como discotecas, bares, restaurantes, hoteles, alquiler de coches, agencias de viajes, cines...
En el caso de servicios, los locales tienen una zona de espera más amplia donde los clientes puede ver o leer en expositores, carteles o pantallas los servicios que presta el negocio, y otra zona principal, normalmente aledaña, donde son atendidos (despacho, oficina... en inglés frontoffice). También, dependiendo de los servicios que presten pueden tener otra zona separada donde preparan o realizan estos servicios que se solicitan (trastienda, en inglés backoffice).

## Beneficios
- Permiten agregar una descripción, precio y cantidad de cada producto que llega a la tienda.
- Los informes diarios y periódicos ayudan a la contabilidad  de la empresa.
- Facilidad para la creación de un punto de venta ya que solo es necesaria una PC y los componentes periféricos como caja de efectivo.
- Fácil  información que agiliza la toma decisiones.
- Manejo de reportes y consultas personalizadas, relación de clientes y cuentas por pagar.

## Situación en España
El establecimiento viene definido en los artículos 3, 85 y 86 del Código de Comercio.
Si el comprador es un consumidor final entonces se habla de comercio minorista (en España, código 52 de la Clasificación Nacional de Actividades Económicas —CNAE—). Si los productos que se venden son vehículos de motor y sus accesorios, además de combustible, entonces se clasifica dentro del código CNAE 50.
En España existen restricciones jurídicas a la libre apertura de grandes establecimientos comerciales minoristas, variando dicha definición según la comunidad autónoma de que se trate, pues esta competencia dejó de pertenecer en exclusiva al Estado desde mediados de los años 90 del siglo XX. En general, se considera gran establecimiento comercial aquel que supera los 2500 metros cuadrados de superficie de venta.